# Eusimonia fagei
Espèce
Eusimonia fagei est une espèce de solifuges de la famille des Karschiidae.

## Distribution
Cette espèce est endémique du Maroc.

## Étymologie
Cette espèce est nommée en l'honneur de Louis Fage.

## Publication originale
- Panouse, 1956 : Eusimonia fagei sp. n. (Karschiidae) nouveau Solifuge du Maroc. Bulletin de la Société des Sciences Naturelles et Physiques du Maroc, vol. 35, p. 209–216.